# Spawnen
Mit (Re-)Spawnen (vom englischen to spawn: hervorbringen) wird der (Wieder-)Einstieg einer Spielfigur, einer Nicht-Spieler-Figur oder eines Gegenstandes an einem bestimmten oder zufälligen Spawn(punkt) in einem Level eines Computerspiels bezeichnet. Es findet häufig in multiplayerfähigen Onlinespielen Anwendung.

## In Shootern
In Ego-Shootern als auch in Third-Person-Shootern (vor allem in deren Mehrspielermodus) wird der Einstieg in ein Level Spawnen genannt. Hierbei materialisiert sich der Spieler in der virtuellen Umgebung, um dann am Spielgeschehen teilzunehmen. Handelt es sich um ein Mannschaftsspiel, gibt es dabei im Normalfall für jedes Team bestimmte, fixe Startpunkte, die Spawnpunkte genannt werden.
Als Respawnen wird der Wiedereinstieg nach einem Tod in einer bereits laufenden Runde bezeichnet. In klassischen Egoshootern mit hohem Spieltempo wie beispielsweise in der Quake- oder Unreal-Serie ist es üblich, dass die Spieler sofort oder kurze Zeit nach ihrem Tod wieder respawnen, um wieder am Spiel teilzunehmen. Vorher aufgesammelte Waffen und Munition gehen nach einem Respawn (beziehungsweise beim Tod der Spielfigur) verloren, und die Lebensenergie wird wieder auf den Standardwert gesetzt. Im Deathmatch-Modus ist die Zahl der Respawns unbeschränkt, im Modus Last Man Standing auf eine bestimmte Anzahl festgelegt. Bei anderen Spielen hingegen gibt es für jeden Spieler nur einen Spawn pro Spielrunde (typisches Beispiel: Counter-Strike).
Die Respawnzeit bezeichnet die Zeit, die man warten muss, um wieder spawnen zu können, nachdem die virtuelle Spielfigur gestorben ist. Je nach Spiel und Spielmodus kann diese Zeit unterschiedlich werden. Bei Shootern und Modi, die keine (oder nur eine sehr kurze) „Spawnzeit“ haben, steigt man ein, sobald man die Feuertaste drückt. Insbesondere im Deathmatch ist unter anderem sogenanntes Force-Respawn sehr verbreitet, bei dem ein Wiedereinsteigen sofort oder nach Ablauf einer Frist erzwungen wird.
Bei einigen Spielmodi kann man den Spawnpunkt auswählen, was ein zusätzliches taktisches Element sein kann. In der Battlefield-Reihe zum Beispiel hängen die „Spawnpunkte“ mit den zu erobernden oder zu verteidigenden Flaggen zusammen. So kann das Team, je nach taktischer Situation, aus mehr oder weniger „Spawnpunkten“ wählen.
In manchen Spielen kann der Vorgang des „Spawnens“ missbraucht werden, indem nahe den „Spawnpunkten“ auf erscheinende Gegner gewartet wird, um diese beim plötzlichen Wiederauftauchen zu überrumpeln. Dieses Vorgehen nennt man Spawncampen bzw. spawnkilling, „spawntrapping“ oder auch Basecampen. Es wird allgemein als unsportliches Verhalten angesehen, denn der „spawnende“ Gegner befindet sich in einer deutlich schwächeren Lage: Er ist unvorbereitet, kann die örtliche Situation vor dem „Spawn“ nicht einsehen und ist (in vielen Spielen) nur minimal mit einer Startwaffe ausgerüstet.
In vielen Spielen wird deshalb das „Spawncamping“ dadurch erschwert, dass die Spawnpunkte weit auseinanderliegen und vom Programm zufällig angewählt werden. Einige Spiele begegnen Spawncamping damit, dass der spawnende Spieler für eine kurze Zeit unverwundbar ist. Hierdurch hat er die Gelegenheit, die neue Spielsituation zu erfassen und gegebenenfalls Deckung aufzusuchen, bevor er von einem Gegner verletzt werden kann. In einigen Spielen (z. B. Red Orchestra: Ostfront 41–45 oder Battlefield 3) begegnet man dem Spawnkilling mit unbegehbaren Spawngebieten, das heißt, sobald ein Gegner eine gewisse Nähe zum Spawngebiet erreicht hat, wird er tödlich verletzt. Manchmal wird auch nach dem Tode des Spielers kurz der Aufenthaltsort des „Spawncampers“ angezeigt, sodass der Spieler oft die Möglichkeit hat, beim Respawn rasch geeignete Deckung zu suchen oder direkt das Feuer auf den Gegner zu eröffnen.

## In MMORPGs
Mit Spawnen ist in MMORPGs häufig das zufällige Erscheinen von Mobs gemeint. Dabei werden die von den Spielerfiguren (engl. player character, auch Avatar genannt) getöteten Monster in das Spiel zurückgebracht, so dass ein Ausbleiben von Monstern verhindert wird. Dies geschieht in den meisten Fällen durch ein einfaches Erscheinen im jeweiligen Gebiet.
Der Begriff wird allerdings auch bei dem Tod einer Spielfigur benutzt. Im Gegensatz zum sogenannten Rezzen (von engl. resurrection = „Wiederbelebung“) wird in diesem Fall ein toter SC nicht an Ort und Stelle wiederbelebt, sondern an einen „Spawnpunkt“ teleportiert. Dieser ist in den meisten Fällen eine zentrale Stadt oder ein Friedhof, in manchen Spielen auch ein Wiederbelebungsschrein.
So werden zum Beispiel bei World of Warcraft in regelmäßigen Abständen getötete Monster neu erzeugt. Im Falle eines Todes des Avatars muss der Spieler dann mit seinem Geist von einem nahe gelegenen Friedhof zum Ort des Ablebens zurückkehren, um seine dort liegenden Überreste abzuholen und somit negativen Auswirkungen des Todes zu mildern. Alternativ kann sich der Spieler an dem Friedhof von einem Geistheiler wiederbeleben lassen, dies ist jedoch mit einem Schaden auf Rüstungen verbunden.

## Internet
Im Zusammenhang mit dem Surfen im Internet bedeutet „Re-Spawnen“, dass ein Flash-Cookie sich eines vom Anwender gelöschten klassischen HTTP-Cookies bemächtigt und es ungefragt wiederherstellt.